# Церковь Петра и Павла (Можайск)
Це́рковь Петра и Павла (Петропавловский собор, в прошлом Старо-Никольский собор) — православный храм в городе Можайске Московской области, на территории бывшего Можайского кремля. Относится к Можайскому благочинию Одинцовской епархии Русской православной церкви.
Был сооружён при Можайском князе Андрее Дмитриевиче (сын Дмитрия Донского).

## История

### Никольский городской собор
Первый городской собор появился примерно в одно время с постройкой первого детинца на территории Можайского кремля в XII—XIII веке. Первоначально он был деревянный.
В конце XIV — начале XV века собор был выстроен из камня. Назывался он собором святого Николая Чудотворца. По виду он напоминал Успенский собор конца XIV века на Звенигородском городке. Вероятно их строила одна артель мастеров.
В 1450—1475 гг. к южной стороне собора, справа от входа, была пристроена придельная церковь святого Георгия. В конце XV века стал называться собором святого Николы Можайского.

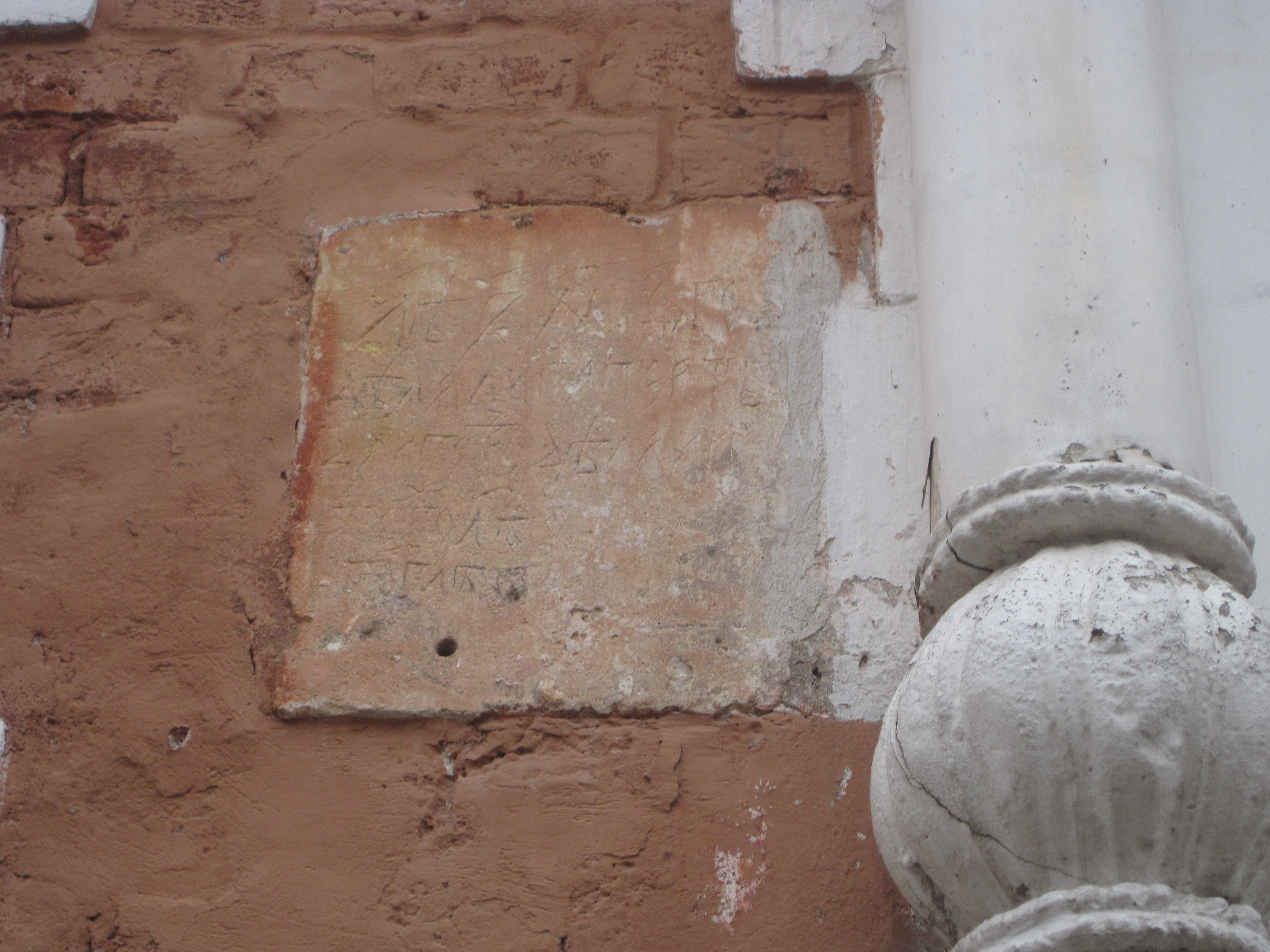
Надпись 1541 года в стене Петропавловского храма

Самое раннее письменное упоминание собора относится к 1536 году. Второе известное упоминание относится к 1541 году, которое можно и по сей день прочесть на камне с северной стороны храма. «Лета 7049 делали паперть, да и город делали тогож лета».
Во время польско-литовского нашествия собор был разграблен, но здание уцелело. Строивший в 1624—1626 гг. Можайский кремль Иван Измайлов сообщил патриарху Филарету о том, что ему было велено «поделать соборную церковь Николы Чудотворца», и что он ту отделку сделал.
В 1683—1685 гг. был перестроен надвратный храм на Никольских воротах, получивший название Новый Никольский собор (Верхний), а древний городской собор стал именоваться Старым Никольским (Нижним).
К концу XVII века собор сильно обветшал и нуждался в ремонте. В 1688 году протопоп Терентий и казначей Андрей Владыкин отправили патриарху Иоакиму челобитную с просьбой выдать средства на ремонт собора, на что патриарх 22 сентября 1688 года выдал 48 рублей 12 алтын и 3 деньги на покупку железа для обвязки стен. В следующем году работы по укреплению стены были завершены. По периметру собор был обвязан железным поясом, а на месте разобранного Георгиевского придела был поставлен контр-форс.
В 1758 году крышу собора покрыли новым железом, о чём на металлическом подзоре кровли над южной алтарной апсидой была сделана надпись «Былъ покрытъ 1758». Андрей Савин высказывает предположение, что именно во время этих работ старая закомарная крыша была замена на четырёхскатную, а к куполу была приделана «шея» с дополнительной главкой. В 1777 году производился внутренний ремонт.
Храм сильно пострадал во время войны 1812 года — он был разграблен и выжжен. От пожара металлические стяжки лопнули, стены повредились и расселись во многих местах. После ухода французов собор был укреплен.
В 1814 году в собор была передана церковная утварь и храмовая икона из церкви Ильи Пророка (сохранилась по наши дни в Ильинской слободе). По просьбе протоирея собор был переименован в Ильинский. Освещал собор архиепископ Августин (настоятель Лужецкого монастыря до 1812 года). Тогда же собор получил статус приходской церкви.

### Ильинский храм

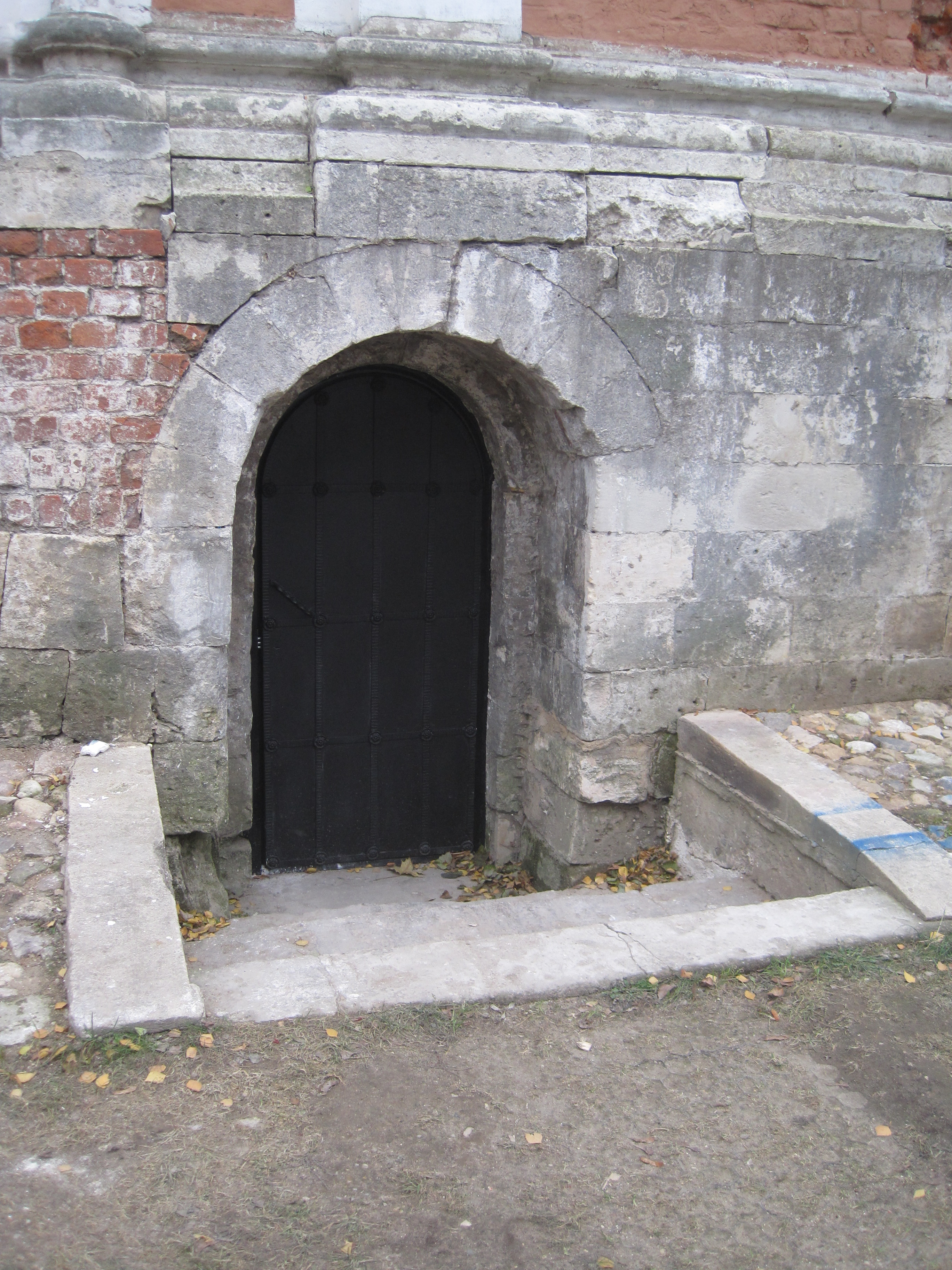
Подклет XIV века

В 1830 году храм пришел в аварийное состояние и требовал капитального ремонта. Церковь настолько обветшала, что с 27 августа богослужения прекратились. С этого момента начинается долгая процедура административных согласований, необходимых для начала ремонтных работ. В конце 1831 года за восстановление собора взялся Дмитрий Фомич Борисов, известный русский архитектор. За проектные и обмерные работы он попросил 200 рублей, но получил отказ от духовенства. Несмотря на это, он все же произвел обмеры, выполнил планы, а также составил смету на восстановление в которой, включая материалы, значилась суммы 10014 рублей и 18 копеек. 2 декабря 1832 года пришел указ за подписью митрополита Филарета на дозволение исправить ветхости, однако работы так и не начались по причине отсутствия денег в церковной казне.
22 февраля 1835 года Борисов представил новую смету в 11872 рубля 84 копейки, однако староста Иван Максимов и протоиерей собора Георгий Максимович Смирнов её не подписали. В этом же году умирает о. Г. Смирнов и на его место назначают Алексея Ивановича Бардова. 15 сентября 1836 года протоиерей Алексей Бардов получил указ из Московской Консистории, утвердивший смету в 11872 рубля 84 копейки окончательно, и что по этой смете «надлежит учинить торги на поставку материала и приглашение мастеров». В том же году Духовенство собора по своей инициативе пригласило другого архитектора из Московской Казенной палаты. Академик Федор Михайлович Шестаков составил свой проект и к нем смету в 12111 рублей 70 копеек. Новый проект предполагал полную перестройку собора в трактовке XIX века в кирпиче с сохранением прежних резных белокаменных деталей..
7 мая 1837 года протоиерей отправил в Москву рапорт о том, что «был приглашен частный архитектор и другие знающие люди, которые осмотрев собор нашли, что суммы в смете не хватает, ибо ветхость собора состоит не в одной западной стене, что собор расселся и потому подлжеит полному разбиранию». 22 июня 1837 года из Москвы пришел указ об разборе Нижнего Никольского собора по ветхости, а годный материал употребить на сооружение в сим месте приличной часовни.
Такая весть огорчила не только прихожан, но и всех жителей Можайска. Горожане просили остановить слом собора, на что летом 1838 года в связи с торжествами на Бородинском поле поступил ответ: «Хотя и следовало приступить к разборке собора, но назначить исправление ветхостей с тем, если горожане согласятся облегчить выгоды». 29 сентября 1839 года в храме произошел пожар, для фиксации его последствий был отправлен архитектор по фамилии Козлов (возможно Н. И. Козловский). На основании его резолюции в 1840 году пришел новый указ — начать разборку церкви. За выполнение приказа взялись Артем Васильев, Дмитрий Павлов и Иван Семенов, которые получали плату за каждую сажень по 3 рубля. Первым делом был разобран иконостас.

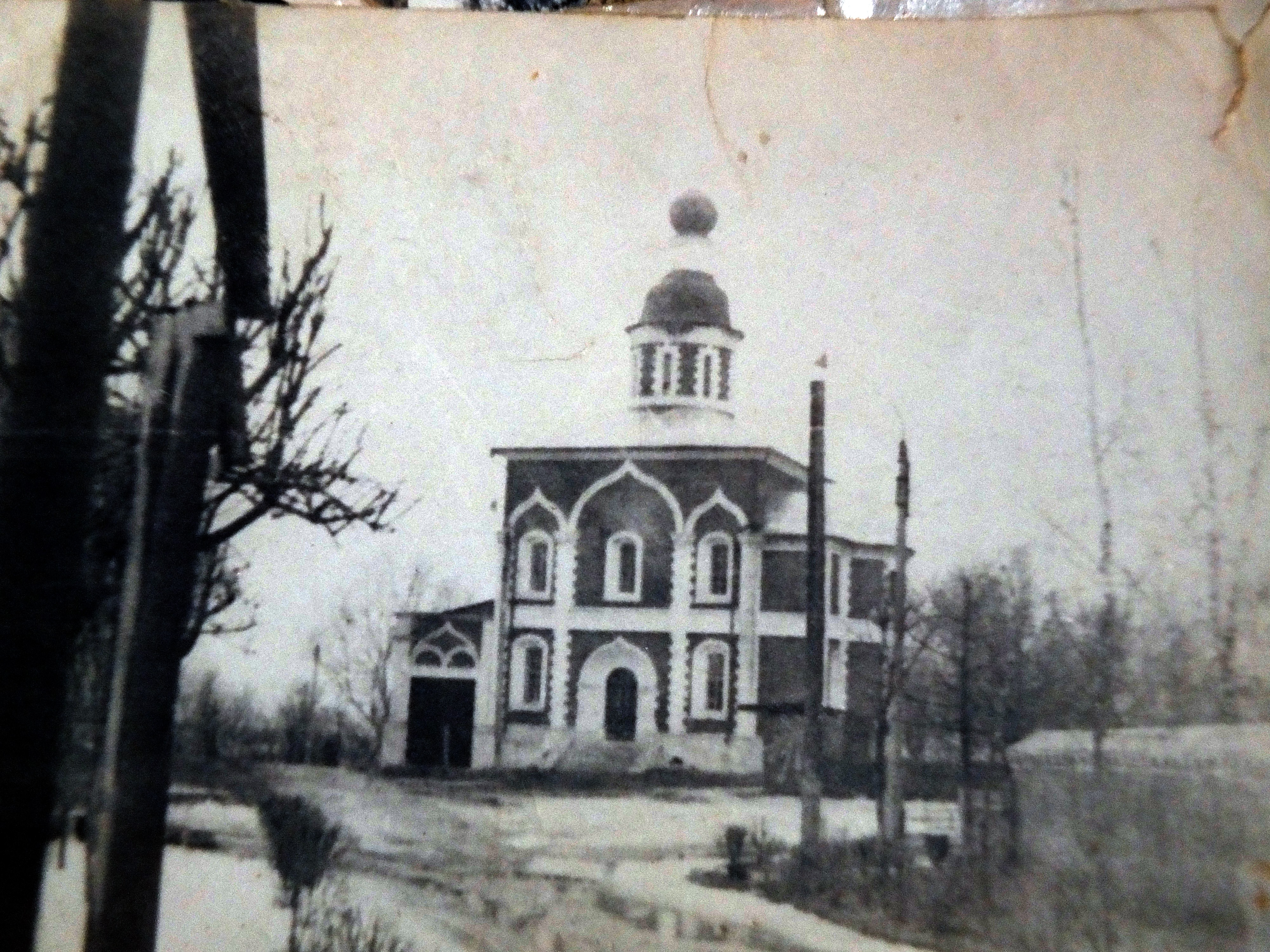
Вид церкви в XIX веке

26 января 1842 года архитектор Борисов подал прошение митрополиту Филарету, в котором просил приостановить разбор храма и сообщил, что составлена новая смета с прибавкой к прежней сумме в 469 рублей 58 копеек и что недостающая сумма горожанами уже собрана. 14 марта 1842 года поступило распоряжение Филарета: «разборку храма остановить и дозволить исправление ветхостей». Следующим указом Филарета от 1843 года надзор за строительством поручался архитектору Борисову. Согласования с Можайским Духовным правлением продлились больше года, и только 18 мая 1844 года было дано разрешение на начало строительства.
Согласования длились в общей сложности 14 лет. Пока продолжалась эта административная волокита, храм разрушался, и в конце концов настолько обветшал, что когда приступили к исполнению работ, 3 июня в полночь 1844 года собор обвалился. Горожане отслужили молебен Николаю Можайскому об избавлении жителей от беды (если бы храм рухнул не в полночь, были бы жертвы). Всю вину переложили на Борисова и его отстранили от работ.

### Петропавловский собор
В 1846 году решено разобрать остатки храма и построить на его фундаменте новый по проекту Шестакова. Из-за экономических соображений подряд отдали не архитектору, а обычному крестьянину-строителю Прокопию Михайловичу Щеглову из села Борисовское Владимирской губернии. По условиям договора, Щеглов должен был разобрать остатки сводов и столбов рухнувшего собора, затем возвести копию прежнего здания по проекту Шестакова в кирпиче, используя фрагменты старого собора. За работу Щеглов запросил серебром 1714 рублей и 21 с половиной копейки, а каменщиков и рабочих — не менее 25 человек. К 1849 году строительные работы были завершены.

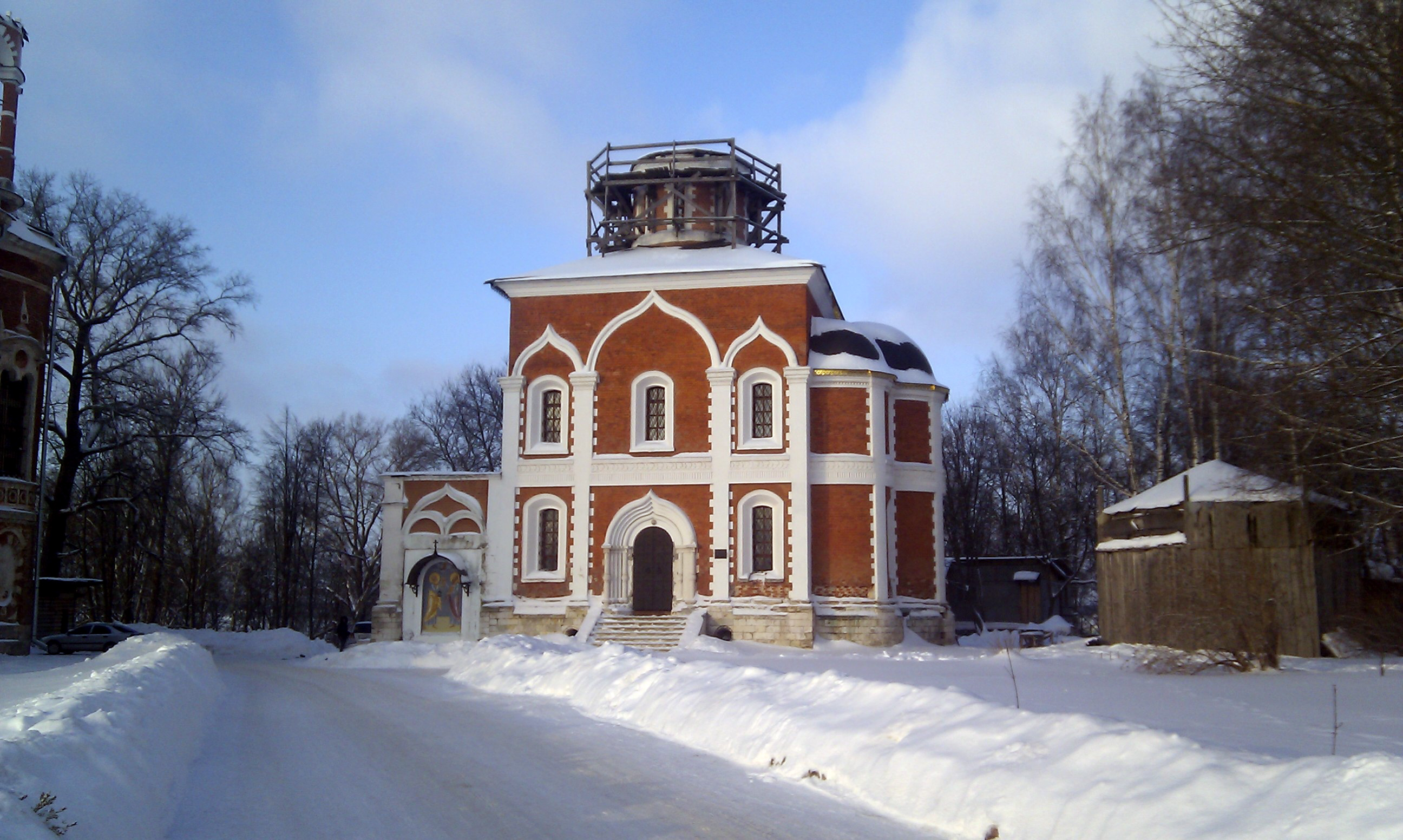
Собор в 2011 году

В 1850 году протоиерей Александр Успенский заключил договор с крестьянином Федором Кузьмичом Моцаевым из села Палех Вязниковского уезда Владимирской губернии (ныне п. Палех Ивановской области) на написание иконы Божией Матери в греческо-фряжском стиле. В июле 1851 года купцы Владимир Александров, Александр и Ефим Астафьевы за 2000 рублей серебром сделали в храм новый иконостас, престол с жертвенником, запрестольный крест, икону и два клироса. В 1852 году собор был окончательно восстановлен, храмовую икону вернули обратно в Ильинскую церковь (Ильинская слобода), а сам собор переосвятили из Ильинского в Петропавловский. С тех пор здание не перестраивалось.
В 1930 году был закрыт. С 1960-х городской музей. Здесь была музыкальная школа. В настоящее время закрыт, иногда проводятся отпевания усопших. В 2012-м году был установлен новый исторически неправильный купол-луковица.

## Дата постройки
Точная дата возведения белокаменного Нижнего Никольского собора неизвестна. Многие исследователи пытались разгадать эту загадку. Диапазон — начало XIV — конец XV века.
| Дата                 | Обоснование                                                          | Имя                                |
| -------------------- | -------------------------------------------------------------------- | ---------------------------------- |
| Конец XV в.          | Параллель между Можайским и Волоколамским храмом                     | А. И. Некрасов                     |
| Не позд. кон. XIV в. | Необоснованность позиции Некрасова. Обмер 1956 г.                    | Н. Н. Воронин                      |
| Середина XIV в.      | Арх. раскопки 1979-81 гг.                                            | В. В. Кавельмахер и А. А. Молчанов |
| Начало XIV в.        | Связал Никольский и церковь Рождества в Городне на Волге             | С. В. Заграевский                  |
| 1412 год             | Андрей Дмитриевич выстроил храм вместо сожженого в 1408 году Едигеем | Г. Я. Мокеев                       |
| 1400-1403 г.         | Сравнение Звенигородского и Можайского храмов                        | А. Г. Савин                        |